# Båstad (comune)
Båstad è un comune svedese di 15 824 abitanti, situato nella contea di Scania. Il suo capoluogo è la cittadina omonima.

## Località
Nel territorio comunale sono comprese le seguenti aree urbane (tätort):
| # | Località     | Popolazione |
| - | ------------ | ----------- |
| 1 | Båstad       | 4 793       |
| 2 | Förslöv      | 1 998       |
| 3 | Torekov      | 883         |
| 4 | Grevie       | 769         |
| 5 | Östra Karup  | 563         |
| 6 | Västra Karup | 556         |

## Amministrazione

### Gemellaggi
- Hundested